# Кубок Польщі з футболу 2003—2004
Кубок Польщі з футболу 2003–2004 — 50-й розіграш кубкового футбольного турніру в Польщі. Титул вчетверте здобув Лех (Познань).

## Календар
| Раунд            | Дата                        | Матчі | Клуби   |
| ---------------- | --------------------------- | ----- | ------- |
| Попередній раунд | 26 липня 2003               | 2     | 50 → 48 |
| Перший раунд     | 29 липня 2003               | 16    | 48 → 32 |
| 1/16 фіналу      | 2-29 серпня 2003            | 16    | 32 → 16 |
| 1/8 фіналу       | 16-17 вересня 2003          | 8     | 16 → 8  |
| 1/4 фіналу       | 30 вересня - 22 жовтня 2003 | 8     | 8 → 4   |
| 1/2 фіналу       | 7-22 квітня 2004            | 4     | 4 → 2   |
| Фінал            | 18 травня - 1 червня 2004   | 2     | 2 → 1   |

## Попередній раунд
| Команда 1          | Рахунок | Команда 2            |
| ------------------ | ------- | -------------------- |
| 26 липня 2003      |         |                      |
| Рух (Радзьонкув)   | 3:2     | Гетьман (Замостя)    |
| Шльонськ (Вроцлав) | +:-     | ОКС Стоміл (Ольштин) |

## Перший раунд
| Команда 1                  | Рахунок      | Команда 2                     |
| -------------------------- | ------------ | ----------------------------- |
| 29 липня 2003              |              |                               |
| Гриф (Вейгерово)           | 1:5          | Арка (Гдиня)                  |
| Хемік/Завіша (Бидгощ)      | 0:3          | Гурник (Польковіце)           |
| Флота (Свіноуйсьце)        | 1:0          | ЛКС (Лодзь)                   |
| Лех-2 (Познань)            | 1:3          | Алюмініум (Конін)             |
| Ракув (Ченстохова)         | 1:1 пен. 4:2 | Подбескідзе                   |
| Промень (Жари)             | 1:0 дч       | Шльонськ (Вроцлав)            |
| Карконоше (Єленя-Ґура)     | 1:0          | Рух (Радзьонкув)              |
| Одра-2 (Ополе)             | 3:3 пен. 4:3 | Полар (Вроцлав)               |
| Погонь (Седльце)           | 1:7          | Погонь (Щецин)                |
| Цераміка (Парадиж)         | 2:2 пен. 4:3 | Світ (Новий-Двір-Мазовецький) |
| Ягеллонія (Білосток)       | 1:0          | Стасяк (Опочно)               |
| Полонія/Олімпія (Ельблонг) | 0:5          | ГКС (Белхатув)                |
| Сандеція (Новий Сонч)      | 0:1          | Сталь (Стальова Воля)         |
| Корона (Кельце)            | 3:1          | Гурник (Ленчна)               |
| Струґ (Тичин)              | 1:3 дч       | РКС (Радомсько)               |
| Люблінянка (Люблін)        | 0:1          | Тлокі (Ґожице)                |

## 1/16 фіналу
| Команда 1              | Рахунок | Команда 2                              |
| ---------------------- | ------- | -------------------------------------- |
| 2 серпня 2003          |         |                                        |
| Арка (Гдиня)           | 2:0     | Вісла (Краків)                         |
| Гурник (Польковіце)    | 6:0     | КСЗО (Островець-Свентокшиський)        |
| Флота (Свіноуйсьце)    | 2:1 дч  | Відзев (Лодзь)                         |
| Алюмініум (Конін)      | 2:0     | Щаковянка (Явожно)                     |
| Промень (Жари)         | 2:7     | Гурник (Забже)                         |
| Ракув (Ченстохова)     | +:-     | Погонь (Щецин)                         |
| Карконоше (Єленя-Ґура) | 0:3     | Лех (Познань)                          |
| Одра-2 (Ополе)         | 2:1     | Вісла (Плоцьк)                         |
| Погонь (Щецин)         | 1:0 дч  | Дискоболія (Гродзиськ-Великопольський) |
| Цераміка (Парадиж)     | 0:4     | Одра (Водзіслав-Шльонський)            |
| Ягеллонія (Білосток)   | 2:1 дч  | Заглембє (Любін)                       |
| ГКС (Белхатув)         | 1:3     | Аміка (Вронкі)                         |
| Сталь (Стальова Воля)  | 1:3     | ГКС (Катовиці)                         |
| Корона (Кельце)        | 2:0     | Рух (Хожув)                            |
| РКС (Радомсько)        | 1:4     | Полонія (Варшава)                      |
| 20 серпня 2003         |         |                                        |
| Тлокі (Ґожице)         | 1:3     | Легія (Варшава)                        |

## 1/8 фіналу
| Команда 1            | Рахунок | Команда 2                   |
| -------------------- | ------- | --------------------------- |
| 16 вересня 2003      |         |                             |
| Гурник (Забже)       | 0:2     | Легія (Варшава)             |
| Ягеллонія (Білосток) | 1:0 дч  | Погонь (Щецин)              |
| 17 вересня 2003      |         |                             |
| Ракув (Ченстохова)   | 2:1     | Алюмініум (Конін)           |
| Полонія (Варшава)    | 1:2     | Лех (Познань)               |
| Одра-2 (Ополе)       | 1:2     | Гурник (Польковіце)         |
| Флота (Свіноуйсьце)  | 3:4     | Аміка (Вронкі)              |
| Арка (Гдиня)         | 0:1     | ГКС (Катовиці)              |
| Корона (Кельце)      | 1:0     | Одра (Водзіслав-Шльонський) |

## 1/4 фіналу
| Команда 1                 | Заг. | Команда 2          | 1-й матч | 2-й матч |
| ------------------------- | ---- | ------------------ | -------- | -------- |
| 30 вересня/21 жовтня 2003 |      |                    |          |          |
| Ягеллонія (Білосток)      | 8:1  | Ракув (Ченстохова) | 3:0      | 5:1      |
| 30 вересня/22 жовтня 2003 |      |                    |          |          |
| ГКС (Катовиці)            | 4:1  | Аміка (Вронкі)     | 3:0      | 1:1      |
| Корона (Кельце)           | 1:3  | Легія (Варшава)    | 1:1      | 0:2      |
| 1/21 жовтня 2003          |      |                    |          |          |
| Гурник (Польковіце)       | 1:4  | Лех (Познань)      | 0:0      | 1:4      |

## 1/2 фіналу
| Команда 1            | Заг. | Команда 2       | 1-й матч | 2-й матч |
| -------------------- | ---- | --------------- | -------- | -------- |
| 7/14 квітня 2004     |      |                 |          |          |
| ГКС (Катовиці)       | 3:6  | Лех (Познань)   | 1:2      | 2:4      |
| 13/22 квітня 2004    |      |                 |          |          |
| Ягеллонія (Білосток) | 0:3  | Легія (Варшава) | 0:3      | 0:0      |

## Фінал
| Команда 1               | Заг. | Команда 2       | 1-й матч | 2-й матч |
| ----------------------- | ---- | --------------- | -------- | -------- |
| 18 травня/1 червня 2004 |      |                 |          |          |
| Лех (Познань)           | 2:1  | Легія (Варшава) | 2:0      | 0:1      |

### Перший матч
| 18 травня 2004 |

| Лех (Познань)  | 2:0      | Легія (Варшава) |
| -------------- | -------- | --------------- |
| Райсс 17', 35' | Протокол |                 |

| Міський стадіон, Познань Глядачів: 26 000 Арбітр: Кшиштоф Слупік |

### Повторний матч
| 1 червня 2004 |

| Легія (Варшава)      | 1:0      | Лех (Познань) |
| -------------------- | -------- | ------------- |
| Влодарчик 67' (пен.) | Протокол |               |

| Стадіон Війська Польського, Варшава Глядачів: 15 000 Арбітр: Антоні Фіярчик |